# Parafia św. Andrzeja Boboli w Gościnie
Parafia pw. Świętego Andrzeja Boboli w Gościnie – rzymskokatolicka parafia należąca do dekanatu Gościno, diecezji koszalińsko-kołobrzeskiej, metropolii szczecińsko-kamieńskiej. Została utworzona w 1951 roku. 

## Kościoły

### Kościół parafialny
- Kościół pw. św. Andrzeja Boboli w Gościnie został on zbudowany w 1865, poświęcony 1945.

### Kościoły filialne i kaplice
- Kościół pw. św. Michała Archanioła w Unieradzu
- Kaplica w Domu Pomocy Społecznej w Gościnie